# تونگچا (شهرستان سوکوووف)
تونگچا (به لهستانی:  Tończa) یک روستا در لهستان است که در گمینا یابووننا لاتسکا واقع شده‌است.